# Kütahya (stad)
Kütahya is een plaats West-Turkije met ca. 213.000 inwoners (schatting in 2007) en is gelegen aan de rivier de Porsuk op 930 meter boven zeeniveau. Het is de hoofdstad van de gelijknamige provincie. De stad, gelegen in het oude koninkrijk Phrygië, stond vroeger bekend als Kotaion (Grieks) of Cotaeum (Latijn).

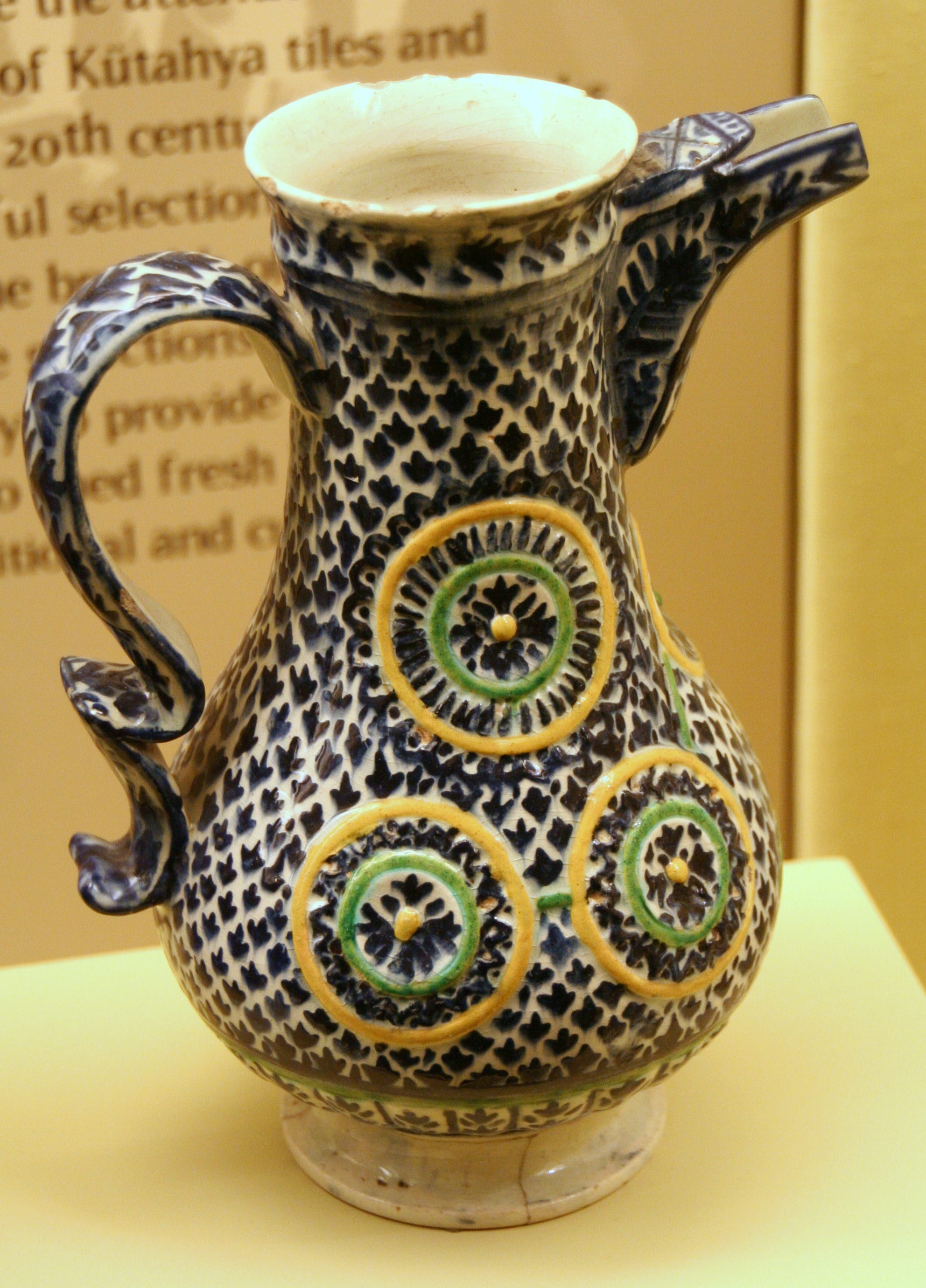
Typisch aardewerk uit Kütahya, 18e eeuw